# Włodzimierz Samborski
Włodzimierz Zdzisław Samborski (ur. 10 grudnia 1954 w Szczecinie) — polski lekarz i nauczyciel akademicki, profesor doktor habilitowany nauk medycznych.

## Życiorys
Od 5 roku życia mieszkał w Kole, gdzie w 1969 roku ukończył Szkołę Podstawową nr 3, a 4 lata później Liceum Ogólnokształcące im. Kazimierza Wielkiego. W 1978 roku uzyskał dyplom lekarza dentysty, a trzy lata później dyplom lekarza medycyny na Akademii Medycznej w Poznaniu.
Pracę zawodową rozpoczął w Klinice Reumatologii poznańskiej uczelni. W 1985 roku uzyskał stopień doktora nauk medycznych na podstawie pracy Ocena histologiczna płynu stawowego chorych na reumatoidalne zapalenie stawów. W 1988 uzyskał specjalizację w zakresie reumatologii. W latach 1990−1991 pracował w Klinice Reumatologii Uniwersytetu w Bazylei, a od 1994 do 1995 prowadził działalność badawczą w Niemczech. W 1999 na podstawie pracy Fibromialgia – studium kliniczne i biochemiczne uzyskał stopień  doktora habilitowanego nauk medycznych. W2009 roku uzyskała tytuł profesora nauk medycznych
Od 2002 roku pracuje w Katedrze Reumatologii i Rehabilitacji Uniwersytetu Medycznego w Poznaniu. W 2008 został dziekanem Wydziału Nauk o Zdrowiu Uniwersytetu Medycznego im. Karola Marcinkowskiego, funkcję tę pełnił do 2016 roku. Od 2021 roku jest prezesem Polskiego Towarzystwa Reumatologicznego. 
Jest autorem ponad 600 publikacji i 6 podręczników z zakresu zdrowia publicznego, fizjoterapii i reumatologii.

## Życie prywatne
Żonaty z Małgorzatą – filologiem polskim, profesorem Uniwersytetu im. Adama Mickiewicza w Poznaniu. Mają dwoje dzieci: syn Paweł jest lekarzem, a córka Joanna dentystką.

## Nagrody i odznaczenia
Otrzymał wiele nagród, m.in. przyznawanych przez Polskie Towarzystwo Reumatologiczne, Ministra Zdrowia i rektora Uniwersytetu Medycznego. W 2005 otrzymał Złoty Krzyż Zasługi, a w 2012 roku Krzyż Kawalerski Orderu Odrodzenia Polski.